# سمعة وليم شكسبير
تم تصنيف وليام شكسبير (1564-1616)، في عصره، بأنه مجرد واحد من بين العديد من الكتاب المسرحيين والشعراء الموهوبين، ولكنه اعتبر، منذ أواخر القرن السابع عشر، الكاتب المسرحي الأعلى وشاعر اللغة الإنجليزية. لم تؤدى أعمال أي كاتب مسرحي آخر حتى عن بعد على المسرح العالمي مثلما هو الحال في كثير من الأحيان مع شكسبير. غالبًا ما تم تعديل المسرحيات بشكل كبير في التمثيل. أن تكون نجم مسرح بريطاني خلال القرنين الثامن عشر والتاسع عشر، عصر نجوم التمثيل العظماء، كان مرادفًا لكونك ممثل شكسبيري عظيم. تم التركيز في حينها على المناجاة الفردية كمنعطفات مؤثرة على حساب السلاسة والأداء، وبدا أن مسرحيات شكسبير معرضة لخطر الاختفاء في ظل الموسيقى المضافة والمشاهد والمؤثرات الخاصة التي تنتجها آلات الرعد والبرق والأمواج.
بدأ محررو ونقاد المسرحيات، مزدرين تزييف ومشجاة تمثيل المسرح الشكسبيري، في التركيز على شكسبير كشاعر درامي، ليتم دراسته على الورق وليس في المسرح. كانت الثغرة بين شكسبير على خشبة المسرح وشكسبير على الورق في أعلى درجاتها أوائل القرن التاسع عشر، في الوقت الذي كانت فيه أعمال شكسبير بشكليها تحقق قمة الشهرة والشعبية: كان شكسبير الدرامي مسرحيًا ناجحًا ومشجاة بالنسبة للجماهير، في حين أن شكسبير في المسرحية القرائية أو الكتابية كان يرفع من خلال التعليقات التبجيلية من الرومانسيين (أتباع الحركة الرومانسية) إلى مرتبة عبقري شعري فريد من نوعه أو نبي أو شاعر. كان شكسبير حتى قبل ظهور الرومانسيين، ببساطة الأكثر إثارة للإعجاب من بين جميع الشعراء الدراميين، خاصة بسبب نظرته إلى الطبيعة البشرية وواقعيته، لكن النقاد الرومانسيين مثل صموئيل تايلور كوليردج أعادوا قولبته إلى كائن يتم عبادته دينيًا تقريبًا، وصاغ جورج برنارد مصطلح «bardolatry» الخاص لوصف عشق وليم شكسبير إلى حد العبادة. اعتبر هؤلاء النقاد شكسبير شامخًا فوق الكتاب الآخرين، ولم تكن مسرحياته «مجرد أعمال فنية عظيمة» إنما هي «أحد ظواهر الطبيعة، مثل الشمس والبحر والنجوم والزهور» وذلك «بتسليم منا بكامل قوانا العقلية» (توماس دي كوينسي، 1823). أصبح شكسبير، حتى أواخر القرن التاسع عشر، بالإضافة إلى كونه شعار فخر وطني، جوهرة تاج الثقافة الإنجليزية، و«علامة تجمع» الإمبراطورية البريطانية كلها، مثلما كتب توماس كارليل في عام 1841.

## القرن السابع عشر

### اليعقوبية والكارولينية
من الصعب تقييم سمعة شكسبير في حياته والفترة القصيرة التي تلتها. كانت إنجلترا تمتلك القليل من الأدب الحديث قبل سبعينيات القرن السادس عشر، ولم تبدأ التعليقات النقدية التفصيلية على المؤلفين المعاصرين في الظهور حتى عهد تشارلز الأول. يمكن استخلاص الحقائق المتعلقة بسمعته من أدلة جزئية. تم إدراجه في بعض القوائم المعاصرة للشعراء البارزين، لكن يبدو أنه كان يفتقر إلى مكانة الأرستقراطي فيليب سيدني، الذي أصبح شخصية مقدسة بسبب وفاته في معركة في سن مبكرة، أو مكانة إدموند سبنسر. أعيد طبع قصائد شكسبير بشكل متكرر أكثر من مسرحياته؛ لكن مسرحيات شكسبير كتبت للتمثيل من قبل شركته الخاصة، ولأنه لا يوجد قانون يمنع الشركات المنافسة من استخدام المسرحيات، اتخذت فرقة شكسبير خطوات لمنع طباعة مسرحياته. تشير حقيقة أنه تم قرصنة العديد من مسرحياته إلى شعبيته في سوق الكتاب، وإلى رعاية المحكمة المنتظمة لشركته التي بلغت ذروتها في عام 1603 عندما حولها جيمس الأول إلى مسرحية «رجال الملك»، مما يشير إلى شعبيته بين المناصب العليا في المجتمع. اعتبر بعض المعاصرين المسرحيات الحديثة (على عكس تلك الموجودة في اللاتينية واليونانية) وسائل ترفيه قصيرة الأمد وحتى سيئة السمعة إلى حد ما. أعيد طبع بعض مسرحيات شكسبير، ولا سيما مسرحيات التاريخ، في كثير من الأحيان على شكل صفحات ربعية رخيصة (أي كتيب)؛ استغرق بعضها الآخر عقودًا كي يصل إلى الإصدار الثالث.
بعد أن كان بن جونسون رائدًا في قائمة قديسي المسرحيات الحديثة من خلال طباعة أعماله الخاصة في شكل فوليو (تنسيق الكتاب الفاخر) في عام 1616، كان شكسبير الكاتب المسرحي التالي الذي تم تكريمه بمجموعة فوليو، في عام 1623. تشير فكرة أن إصدار فوليو هذا قد طبع طبعة أخرى في غضون 9 سنوات، إلى أنه كان يحظى باحترام كبير بشكل غير عادي ككاتب مسرحي. كانت القصائد االإهدائية التي كتبها بن جونسون وجون ميلتون في طبعة فوليو الثانية هي أول من تحدث عن كون شكسبير كان الشاعر الأعظم في عصره. طبعات القراءة باهظة الثمن هذه هي أول علامة مرئية على وجود ثغرة بين شكسبير على المسرح وشكسبير القرّاء، وهي ثغرة اتسعت على مدى القرنين التاليين. أشاد بن جونسون في عمله عام 1630 «الأخشاب» أو «الاكتشافات»، وبالسرعة والسهولة التي كتب بها شكسبير مسرحياته بالإضافة إلى صدقه المعاصر ولطفه تجاه الآخرين.

### فترة خلو العرش والإصلاح
حظر الحكام التطهيريون جميع العروض المسرحية العامة خلال فترة خلو العرش (1642-1660). على الرغم من رفض استخدام المسرح والأزياء ومشكّلات المناظر، غير أن الممثلين كانوا ما يزالون قادرين على ممارسة مهنتهم من خلال أداء أدوار «المهرجين» أو مقاطع قصيرة من المسرحيات الكبيرة التي تنتهي عادة بنوع من الرقصة المرحة. كان شكسبير واحدًا من عدة كتاب مسرحيين نهبت أعمالهم بسبب هذه المشاهد. من بين المشاهد الأكثر شيوعًا مشاهد شخصية بوتوم من مسرحية حلم ليلة منتصف الصيف ومشهد حفار القبور من مسرحية هاملت. عندما افتتحت المسارح مرة أخرى في عام 1660 بعد هذا الانقطاع الطويل الفريد والحاد في التاريخ المسرحي البريطاني، بدأت شركتان مسرحيتان مرخصتان حديثًا في لندن، شركة دوك وشركة الملك، العمل بالتنافس للحصول على حقوق الأداء للمسرحيات القديمة. كان شكسبير وبن جونسون وفريق بومونت وفليتشر من بين أكثر المسرحيات الممتلكة قيمة وظلوا يتمتعون بشعبية بعد أن اكتسبت الكتابة المسرحية في عصر استرداد الملكية الإنجليزية زخمًا.
تم عرض مسرحيات شكسبير في مسارح لندن المتقنة في عصر استرداد الملكية الإنجليزية، التي صممها كريستوفر رين، مع الموسيقى والرقص والرعد والبرق وآلات الأمواج والألعاب النارية. تم «إصلاح» النصوص و«تحسينها» كي تلائم المسرح. ومن الأمثلة المشهورة النهاية السعيدة لمسرحية الملك لير (1681) للشاعر الأيرلندي ناحوم تيت (التي ظلت تعرض على المسرح حتى عام 1838)، بينما حول وليام دافينانت مسرحية العاصفة إلى أوبرا مفعمة بالمؤثرات الخاصة. في الواقع، كان دافينانت بصفته مديرًا لشركة الدوك، ملزمًا قانونًا بإصلاح وتحديث مسرحيات شكسبير قبل أدائها، وهو حكم مرتجل من قبل اللورد تشامبرلين خلال النزاع الذي حصل من أجل حقوق الأداء والذي «يلقي ضوءًا مثيرًا للاهتمام على العديد من إدانات دافينانت في القرن العشرين بسبب اقتباساته». وقد أظهر هيوم أن وجهة النظر الحديثة عن فترة الإسترداد باعتبارها مثالًا لسوء معاملة شكسبير والذوق السيئ مبالغ فيها، وأصبحت كل من مشكلات المناظر والاقتباسات أكثر مجازفة في القرنين الثامن عشر والتاسع عشر.
تشير السجلات غير المكتملة لمرحلة الاسترداد إلى أن شكسبير، على الرغم من أنه كان دائمًا مؤلفًا رئيسيًا، فقد تفوقت عليه الشعبية الهائلة لبومونت وفليتشر في الفترة بين 1660-1700. قال زميله الكاتب المسرحي جون درايدن في عام 1668 إن «مسرحياتهم الآن هي أكثر وسائل الترفيه متعة وتكرارًا على المسرح»، «من أجل كل مسرحيتين من مسرحياتهم كان يتم تمثيلها خلال العام، كان يتم تمثيل مسرحية واحدة لشكسبير أو جونسون». مع ذلك، انتزع شكسبير في أوائل القرن الثامن عشر قيادة المسرح في لندن من بومونت وفليتشر، ولم يتخلى عنها مرة أخرى.
على عكس تاريخ المسرح، في النقد الأدبي لم يكن هناك تأخر زمني، ولا تفضيل مؤقت للمسرحيين الآخرين: كان لشكسبير مكانة فريدة على الأقل منذ عصر الاسترداد في عام 1660 وما بعده. في حين أن شكسبير لم يتبع «القواعد» الفرنسية الكلاسيكية الحديثة المتحفظة للدراما والوحدات الكلاسيكية الثلاث وهي الزمان والمكان والعمل، فإن تلك القواعد الصارمة لم تنتشر أبدًا في إنجلترا، ولم يذكر الكتاب المؤثرون مؤيدها الوحيد المتعصب، توماس ريمر، إلا كمثال على الدوغمائية المحافظة. ناقش درايدن، على سبيل المثال، في مقالته المؤثرة عن الشعر الدراماتيكي (1668) -نفس المقال الذي أشار فيه إلى أن مرات تأدية مسرحيات شكسبير كانت نصف عدد مرات تأدية مسرحيات بومونت وفليتشر- التفوق الفني لشكسبير. كتب درايدن أنه على الرغم من أن شكسبير لا يتبع الأعراف الدرامية، وبن جونسون يفعل ذلك، نتيجة لذلك، احتل جونسون المرتبة الثانية بعد «شكسبير الذي لا مثيل له»، المهتم بالطبيعة، العبقري غير المتعلم، الشخصية البشرية الواقعية العظيمة.